# Lingue ijoidi
Il gruppo di lingue ijoidi o ijoid è stato proposto (ma non accettato da tutti i linguisti) possa essere il gruppo che legherebbe le lingue Ijo (o Ịjaw) con la morente lingua defaka. Le similarità, tuttavia, potrebbero essere dovute alle influenze delle Ijaw sul Defaka.
Le lingue Ijoid, o anche solo le lingue Ijaw, formano un ramo divergente all'interno della famiglia linguistica Niger–Congo e sono note per l'ordine sintattico SOV, che è una caratteristica insolita nella famiglia Niger-Congo, condivisa solo da alcune lingue distanti come le lingue mande e Dogon. Come le Mande e le Dogon, nelle Ijoid non c'è traccia del sistema di Classe nominale considerato caratteristico della famiglia Niger–Congo, e per questo potrebbe succedere che venga staccato dalla famiglia.